# Coronella
Coronella és un gènere de serps de la família Colubridae que inclou tres espècies de colobres esteses per Europa, Àsia occidental i l'Àfrica mediterrània.

## Taxonomia
El gènere Coronella inclou tres espècies:
- Coronella austriaca Laurenti, 1768
- Coronella brachyura (Günther, 1866)
- Coronella girondica (Daudin, 1803)